# Eilean dà Mhèinn
Eilean dà Mhèinn (in lingua gaelica scozzese: isola delle due miniere) è una piccola isola abitata situata nel Loch Crinan, e fa parte delle Ebridi Interne in Scozia.
Si trova a circa 100 metri ad ovest del villaggio di Crinan a Knapdale durante l'alta marea, e ad una distanza molto minore dalla terraferma durante la bassa marea.
Nonostante apparentemente non sia abitata permanentemente dal 2001, secondo il censimento del 2011 vi è un singolo abitante; possiede un molo sulla costa orientale ed un edificio presso il centro dell'isola.
L'affollato porto di Crinan ha così tanti ormeggi che "non è più possibile ancorare a sud o ad est" dell'isola.
Eilean dà Mhèinn fa parte dell'Area Scenica Nazionale di Knapdale, una delle 40 della Scozia.